# 新厄廷
新厄廷（德語：Neuötting，發音：[nɔʏˈʔœtɪŋ] ⓘ）是德国巴伐利亚州上巴伐利亚行政区旧厄廷县的城市，与旧厄廷相邻，总面积36.60平方千米，2023年12月31日总人口为9,062人。